# Przestrzele (powiat grajewski)
Przestrzele – wieś w Polsce położona w województwie podlaskim, w powiecie grajewskim, w gminie Rajgród.
W okresie międzywojennym stacjonowała tu placówka Straży Celnej „Przestrzele”.
W 1929 r. wieś należała do gminy Bełda. Majątek ziemski posiadł tu Piotr Cebeliński (64 mórg).
Za Królestwa Polskiego istniała gmina Przestrzele. W latach 1975–1998 miejscowość należała administracyjnie do województwa łomżyńskiego.